# Ophelia Nick

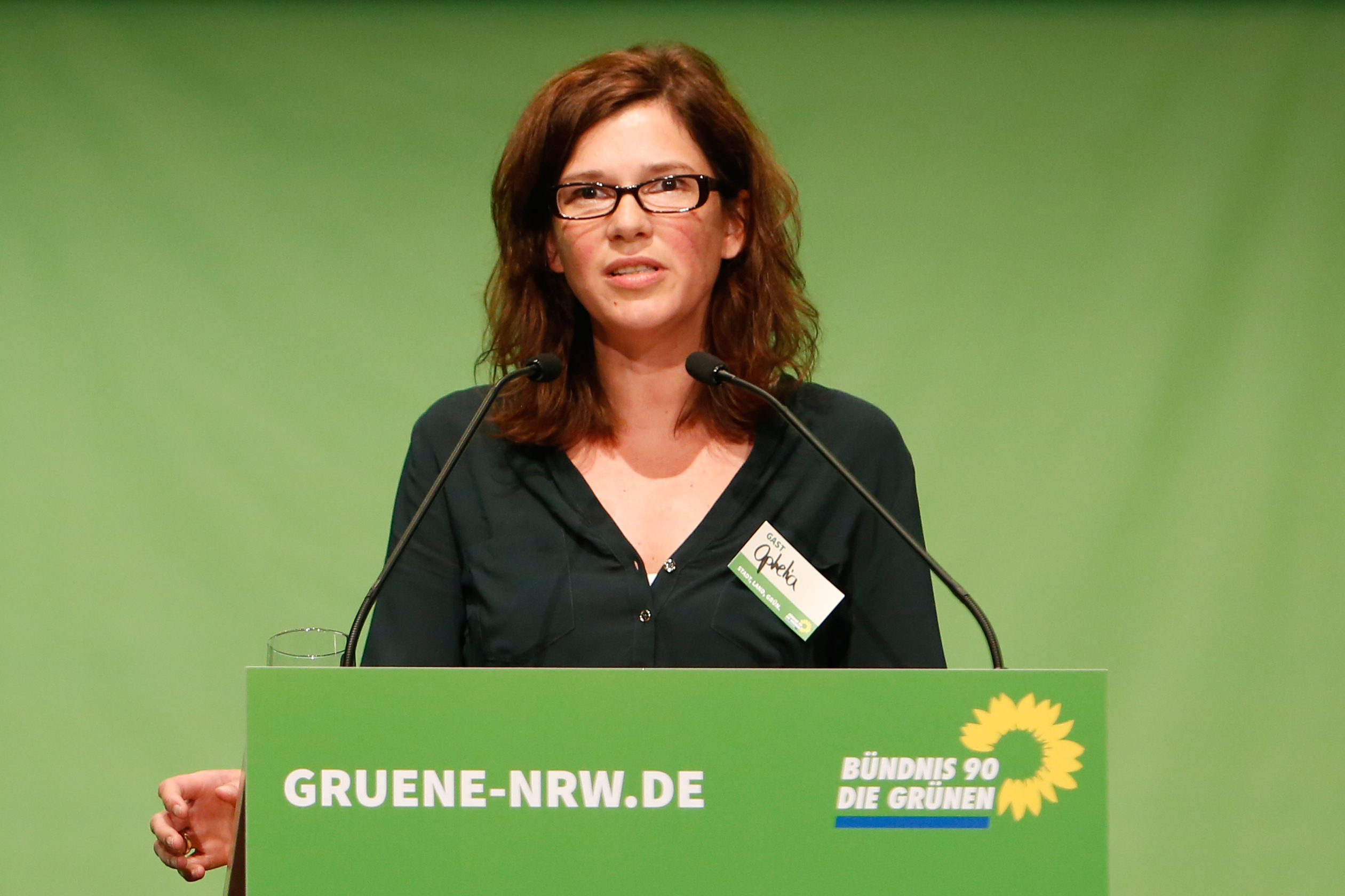
Ophelia Nick (2014)

Ophelia Johanna Nick, geborene Schily (* 24. Januar 1973 in Herdecke), ist eine deutsche Politikerin (Bündnis 90/Die Grünen), Veterinärin sowie Unternehmerin, seit 2021 Mitglied des Deutschen Bundestages. Sie war von 2021 bis 2025 Parlamentarische Staatssekretärin bei dem Bundesminister für Ernährung und Landwirtschaft. Sie ist zudem Gesellschafterin und war bis Dezember 2017 Aufsichtsrätin des Technologiekonzerns Voith.

## Leben
Ophelia Schily wurde 1973 in Herdecke als Tochter der Ärztin Angela Voith und des Arztes und Mitbegründers der Privaten Universität Witten/Herdecke Konrad Schily geboren. Sie ist somit die Enkelin von Hanns Voith und folglich direkte Nachfahrin des Voith-Mitbegründers Johann Matthäus Voith, außerdem Nichte des ehemaligen Grünen- und späteren SPD-Politikers Otto Schily.
Nach ihrem Abitur 1992 arbeitete Nick in einem landwirtschaftlichen Betrieb am Bodensee. Ab 1993 studierte sie Tiermedizin an der Freien Universität Berlin. Im Jahr 2000 schloss sie das Studium ab. Im Rahmen der Vorbereitung ihrer Promotion war sie auch in Ulm tätig und leitete eine Hundeschule. Sie wurde 2012 an der LMU München mit einer Dissertation über die Vermittlung von Laborhunden in Privathand promoviert.
Ophelia Nick hat zwei erwachsene Söhne. Sie lebt mit ihrem Ehemann, dem Internisten Oliver Nick, in Wülfrath. Nick ist mit ihrem Anteil am Familienvermögen der Voith Gruppe Millionärin.

## Politik
Nick ist seit 2010 Mitglied bei Bündnis 90/Die Grünen. Sie war sechs Jahre Mitglied im Rat der Stadt Wülfrath. Fünf Jahre lang war sie Kreissprecherin ihrer Partei im Kreis Mettmann. Nick war vier Jahre im Landesvorstand NRW und sechs Jahre Sprecherin der Bundesarbeitsgemeinschaft Landwirtschaft & Ländliche Entwicklung der Grünen.
Bei der Bundestagswahl 2021 war sie Direktkandidatin im Bundestagswahlkreis Mettmann II, unterlag bei den Erststimmen aber dem CDU-Amtsinhaber Peter Beyer und der SPD-Kandidatin Kerstin Griese. Über die Landesliste konnte sie in den Bundestag einziehen. Vom 8. Dezember 2021 bis zum 6. Mai 2025 war sie Parlamentarische Staatssekretärin bei dem Bundesminister für Ernährung und Landwirtschaft, Cem Özdemir. Bei der Wahl am 23. Februar 2025 gewann sie erneut über die Landesliste ein Bundestagsmandat.
Nick setzt sich für eine neue Form der Gemeinsamen Agrarpolitik (GAP) ein.

## Tätigkeiten in Organisationen und Unternehmen
Ophelia Nick ist Erbin des Technologiekonzerns Voith GmbH & Co. KGaA. Von Mai 2010 bis zum 6. Dezember 2017 gehörte sie dem Aufsichtsrat des Unternehmens an. Sie war Mitglied im Gesellschafterausschuss der Voith GmbH & Co. KGaA und 2012 Geschäftsführerin der Familiengesellschaft J.M. Voith GbR. 2022 war Nick aufgrund ihrer Unternehmensbeteiligung mit 1,74 Millionen € die Bundestagsabgeordnete mit den höchsten Nebeneinkünften.
Bei der 150-Jahr-Feier des Unternehmens Voith im Juli 2017 hielt Ophelia Nick als Vertreterin der Eigentümerfamilie eine Rede, in der sie erklärte: „Wir sind keine Shareholder, wir sind Bewahrer“. 2019 und 2020 geriet die Familie wegen der geplanten und 2020 vollzogenen Werksschließungen in Sonthofen und Zschopau in die Kritik, namentlich aus der Arbeiterschaft und der politischen Linken.
Im Februar 2012 wurde Ophelia Nick Mitglied des Aufsichtsrats des Universitätsklinikums Ulm und war dies bis 2016.
Nick war Geschäftsführerin der von ihr 2017 gegründeten Lebendigen Landwirtschaft gGmbH und der Interessengemeinschaft Talhof gGmbH. Sie war ein Jahr lang Mitglied im Aufsichtsrat der BioBoden Genossenschaft eG.
Gemeinsam mit einer Freundin betreibt sie eine Schäferei und besitzt einen Biobauernhof, den sie verpachtet hat. Sie war Vorsitzende der Arbeitsgemeinschaft bäuerliche Landwirtschaft (ABL) in Nordrhein-Westfalen.

## Publikationen
- Das 4-Wochen Erziehungsprogramm für Hunde: Tag für Tag – Schritt für Schritt. Eugen Ulmer, Stuttgart 2010, ISBN 978-3-8001-5906-2.
- Neue Bauern braucht das Land. Ein Plädoyer für gute Lebensmittel aus einer gesunden Umwelt. Oekom, München 2019, ISBN 978-3-96238-122-6.